# Cristian Solimeno
Cristian Solimeno (* 27. April 1975 in London, England) ist ein britischer Schauspieler, Tänzer, Drehbuchautor und Regisseur.

## Leben
Cristian Solimeno ist irisch-italienischer Herkunft und wuchs in London auf. Er besuchte das Fine Arts College, wo er mit dem A-Level-Examen abschloss. Ab seinem 19. Lebensjahr arbeitete ab den 1990er Jahren in London als Schauspieler und Regisseur bei verschiedenen freien Theatergruppen und an verschiedenen Theatern. So spielte er unter anderem am Off Broadway Theatre in London. Am Globe Theatre spielte er 1998 den Pioratto in The honest whore von Thomas Dekker. 2009 wirkte er in der experimentellen Theaterproduktion halfman/halfclam am Freefall Theatre mit.
Solimeno übernahm auch mehrere Rollen in Film und Fernsehen. Er spielte hierbei mehrere durchgehende Serienrollen, wiederkehrende Episodenrollen und auch Gastrollen. Besondere Bekanntheit erlangte er mit der Rolle des „Bad Guy“ Jason Turner, des verheirateten Kapitäns einer Fußballmannschaft, in der britischen Fernsehserie Footballers’ Wives. Er spielte außerdem in den britischen Fernsehserien Polizeiarzt Dangerfield, Wycliffe, Strictly Confidential und Spooks-Im Visier des MI5. 2008 übernahm er die Serienrolle des Detective Sergeant Chris Collins in Hautnah – Die Methode Hill.
Solimeno spielte auch in mehreren Kinofilmen mit. 2000 spielte er an der Seite von Katy Carmichael in der Komödie Dead Babies. 2004 war er gemeinsam mit Ray Liotta in dem Action-Thriller Unstoppable zu sehen. 2007 war er der dämonische Guardian in Highlander – Die Quelle der Unsterblichkeit.
2008 war er Regisseur, Produzent und Drehbuchautor des Kurzfilms Love. Der Film behandelt das Thema Sterbehilfe und zeichnet das Porträt und den inneren Kampf eines Mannes, der versucht, seine schwerkranken Frau in den Tod zu helfen. Der Film wurde auf mehreren Festivals gezeigt, unter anderem 2008 beim Gijón International Film Festival, 2009 beim Off Venice International Short Film Festival und beim Rhode Island International Short Film Festival sowie 2010 beim London Short Film Festival.

## Filmografie (Auswahl)
- 1996: Polizeiarzt Dangerfield (Fernsehserie)
- 1998: Wycliffe (Fernsehserie)
- 2000: Dead Babies (Kinofilm)
- 2002–2003: Footballers’ Wives
- 2004: Unstoppable
- 2005: The Vicar of Dibley (Sitcom)
- 2006: Strictly Confidential (Fernsehserie)
- 2007: Spooks–Im Visier des MI5
- 2007: Highlander – Die Quelle der Unsterblichkeit
- 2007: The Mother of Tears (La terza madre)
- 2007: Comet Impact – Killer aus dem All (Impact Earth)
- 2008: Hautnah – Die Methode Hill
- 2008: Love (Kurzfilm, Regie, Produktion, Drehbuch)
- 2013: Rush – Alles für den Sieg (Rush)
- 2013: Die Bibel (The Bible, Miniserie, 1 Folge)
- 2013–2014: Hollyoaks (Fernsehserie)
- 2019: Cecelia Ahern – In deinem Leben (Thanks for the Memories, Fernsehfilm)
- 2022: The English (Miniserie, 3 Folgen)
- 2025: Criminal Squad 2 (Den of Thieves 2: Pantera)